# Четвёртый рейх
«Четвёртый рейх» (нем. Viertes Reich) — в конспирологии, неонацизме и неоязычестве гипотетическое «арийское» политическое образование, преемник нацистской Германии (Третьего рейха).

## История термина
Термин «Четвёртый рейх» появился в 1960-х годах в связи с тем, что канцлер ФРГ Курт Кизингер работал в прошлом в
Имперском министерстве народного просвещения и пропаганды нацистской Германии, как и ряд других крупных политических фигур Западной Германии того времени, которые также были связаны с Третьим рейхом. По мнению их политических противников, они проводили политику, направленную на реабилитацию национал-социализма.

## Теории заговора
В популярной культуре часто утверждается, что Четвёртый рейх посредством заговора стремятся создать беглые нацистские лидеры.
Конспирологические теории утверждают, что экспедиция «Новая Швабия» (1938—1939) под предводительством нацистского капитана Альфреда Ричера создала в Антарктиде засекреченную военную базу 211 «Новый Берлин», где экипаж подводной лодки U-530 при участии (вымышленного) нацистского общества Врил спрятал оккультные «реликвии Третьего рейха», включая Святой Грааль. Согласно некоторым предположениям, там же были спрятаны и сверхсекретные технологии нацистов, включая «летающие тарелки». После Второй мировой войны на нацистской базе 211 был основан Четвёртый рейх и якобы установлен контакт с инопланетянами, ставшими оккультными союзниками нацистов. По одной из фантастических версий, Адольф Гитлер и Ева Браун не покончили жизнь самоубийством в 1945 году, а сбежали в Аргентину, откуда уже перебрались на сверхсекретную нацистскую базу 211.
Согласно конспирологическим теориям, американская экспедиция «Highjump» («Высокий прыжок») 1947 года под руководством адмирала Ричарда Бёрда (в 1938 году участвовавшего в переговорах по поводу экспедиции Ричера) в действительности имела целью ликвидацию нацистской базы в Антарктике, захват технологий нацистов и ликвидацию самих нацистов и инопланетян. Однако экспедиция получила загадочный жёсткий отпор, по одной версии — от советского флота, также желавшего получить контроль над нацистской базой, по другой версии — от самих нацистов и инопланетян.
Российский историк А. И. Фурсов выдвигает версии создания и формирования «Четвёртого рейха» в 1940-е и последующие годы XX века.

## Неонацизм

Карта Третьего рейха в 1937 году

В неонацизме «Четвёртый рейх» рассматривается как прямое продолжение Третьего рейха. Предполагается восстановление власти национал-социалистов в самой Германии, обретение ею статуса ядерной сверхдержавы и последующее восстановление территории Германии в её границах по состоянию на 1937 год с использованием угрозы применения ядерного оружия.
Основатель «эзотерического гитлеризма» Мигель Серрано считал, что эра Рыб была неблагоприятной для «арийцев-гиперборейцев». Он ожидал прихода эры Водолея, когда вернутся боги и герои, предтечей которых он видел Гитлера как «последнего аватара».
По мнению британского религиоведа Николаса Гудрик-Кларка, многие неонацисты стремятся создать автократическое государство по образцу нацистской Германии, которое будет называться «Западным империумом». Считается, что это государство сможет достичь мирового господства, объединив под единым военным командованием ядерные арсеналы четырёх главных «арийских» мировых держав, США, Великобритании, Франции и России. Это государство должна возглавить фигура, наподобие фюрера, называемая «vindex» («спаситель», «каратель»). Территория государства будет включать все регионы, населённые «арийской расой», как её понимают неонацисты (Европа, Россия, Англо-Америка, Австралия, Новая Зеландия и Белая Южная Африка). Полноправными гражданами государства станут только представители «арийской расы» (белое этногосударство). «Западный империум» приступит к реализации динамичной программы освоения космоса, за которой последует создание с помощью генной инженерии «суперрасы» «Homo Galactica». Идея «Западного империума» основана на концепции «Империума», изложенной в книге 1947 года «Империум: философия истории и политики» Фрэнсиса Йоки. В начале 1990-х годов эта концепция была дополнена, расширена и уточнена в брошюрах, опубликованных Дэвидом Мьяттом.
Газета «Русский порядок» «Русского национального единства» (РНЕ) писала о том, что под созвездием Рыб находится иудейский народ, а под знаком Водолея — русский народ, носитель Провидения, которому суждено победить мировое зло и спасти человечество (1993). Александр Баркашов, руководитель РНЕ, провозглашал начало Эры России, которая сперва проявится в «наведении порядка» в самой России, затем Россия получит мировое господство. Русский народ является народом-богоносцем, а евреи — богоборцами, воплощением абсолютного зла, Дьявола. Они, по его утверждениям, устроили геноцид русского народа после 1917 года. «Россия возрождается сегодня не как „общее экономическое пространство“, а как метафизическая сущность — проявленный в мире оплот Бога, для последней схватки с абсолютным злом — дьяволом и его порождением — химерической, богоборческой западной цивилизацией во главе с Израилем и США».
Лидер Народной национальной партии Александр Иванов (Сухаревский) писал: «Мы, русские, изначально были учителями и вождями всех белых народов и цивилизаций. Все белые народы находятся с нами в родстве, и нам необходимо вернуть себе эту первую нашу роль — роль учителей». Он призывал сбросить владычество «богоизбранных» финансистов и возродить «Великую Русь на 3000 грядущих лет».

## Неоязычество
Во многих направлениях славянского неоязычества славянам или русским приписывается историческое и культурное или расовое превосходство над другими народами. Эта идеология включает русское мессианство, русский народ считается единственной силой, способной противостоять мировому злу и повести за собой остальной мир. «Арийская» идея ставит перед Россией задачу построения аналога Четвёртого рейха, новой «арийской» империи мирового масштаба. Русский арийский миф отвергает любые территориальные споры, поскольку русский народ изображается абсолютно автохтонным на всей территории Евразии. Реже встречается модель этнонационального государства, связываемого с сепаратизмом отдельных русских регионов. Предполагается раздробление России на несколько русских национальных государств, лишённых этнических меньшинств. В обоих случаях считается, что сплочение общества в новом государстве должно строиться на единой «родной вере».
Активизация «арийского» неоязычества наблюдается также на Западе. Например, развиваются общественные течения, апеллирующие к кельтскому прошлому и призывающие к возвращению к «друидическим религиям» дохристианской Европы. Французские и немецкие «новые правые» по большей части разделяют общую идею общеевропейского единства, основанного на «арийской» идентичности и стремлении расстаться с христианством, период господства которого рассматривается как двухтысячелетнее «блуждание во мраке».

## В искусстве
- По сюжету серии романов «Вселенная Метро 2033» после Третьей мировой войны неонацистские группировки, укрывшиеся в Москве на станциях метро «Пушкинская», «Тверская» и «Чеховская», строят Четвёртый рейх.
- В сериале «Закрытая школа» после поражения во Второй мировой войне нацисты до наших дней скрываются в бункере под школой в Подмосковье.
- В фильме «Железное небо» после поражения в войне нацисты сбегают на Луну и основывают там колонию «Четвёртый рейх».
- В дилогии романов «Империя превыше всего» российского фантаста Ника Перумова человеческая Империя, управляемая «стержневой нацией» — немцами, именуется Четвёртым рейхом.
- Вторая композиция альбома Dreamspace финской пауэр-метал-группы Stratovarius называется «4th Reich».
- В конце игры Wolfenstein: Youngblood выясняется, что Четвёртый рейх намеревается вновь захватить весь мир.